# Prix littéraires 2013
Liste des prix littéraires décernés au cours de l'année 2013 :

## Prix internationaux
- Prix Nobel de littérature : Alice Munro (Canada)[1],[2],[3]
- Prix européen de littérature : Erri De Luca (Italie)
- Prix Jean-Arp de littérature francophone : Marcel Cohen
- Prix des cinq continents de la francophonie : Amal Sewtohul (Maurice) pour Made in Mauritius
- Prix SACD de la dramaturgie francophone : Antoinette Rychner (Suisse) pour Intimité Data Storage
- Grand prix de littérature du Conseil nordique : Kim Leine (Danemark) pour Les prophètes du fjord de l'Éternité
- Grand prix littéraire d'Afrique noire : Augustin Emane (Gabon) pour Albert Schweitzer, une icône africaine.
- Prix international Booker : Lydia Davis (États-Unis)
- Prix littéraire international de Dublin : Kevin Barry (Irlande) pour City of Bohane (Bohane, sombre cité)
- Prix du Livre d'histoire de l'Europe : Timothy Snyder pour Terres de sang. L’Europe entre Hitler et Staline
- Prix littéraire des Caraïbes : Yanick Lahens (Haïti) pour Guillaume et Nathalie
- Prix Carbet de la Caraïbe et du Tout-Monde :  Lyonel Trouillot (Haïti) pour Parabole du failli

## Allemagne
- prix Heinrich-Böll : Eva Menasse
- Prix Georg-Büchner : Sibylle Lewitscharoff
- Prix Friedrich-Hölderlin (Bad Homburg) : Ralf Rothmann

## Belgique
- Prix Victor Rossel : Monsieur Optimiste d'Alain Berenboom.
- Prix triennal du roman : La Vérité sur Marie de Jean-Philippe Toussaint.

## Canada
- Grand prix du livre de Montréal: Pierre Samson pour La Maison des pluies
- Prix Athanase-David : Roger Des Roches
- Prix du Gouverneur général :
  - Catégorie « Romans et nouvelles de langue anglaise » : Eleanor Catton pour The Luminaries (Les Luminaires)
  - Catégorie « Romans et nouvelles de langue française » : Stéphanie Pelletier pour Quand les guêpes se taisent
  - Catégorie « Poésie de langue anglaise » : Katherena Vermette pour North End Love Songs (Ballades d'amour du North End)
  - Catégorie « Poésie de langue française » : René Lapierre pour Pour les désespérés seulement
  - Catégorie « Théâtre de langue anglaise » : Nicolas Billon pour Fault Lines: Three Plays
  - Catégorie « Théâtre de langue française » : Fanny Britt pour Bienveillance
  - Catégorie « Études et essais de langue anglaise » : Sandra Djwa pour Journey with No Maps: A Life of P.K. Page
  - Catégorie « Études et essais de langue française » : Yvon Rivard pour Aimer, enseigner
- Prix Giller : Lynn Coady pour Hellgoing
- Prix littéraire France-Québec : Marie Hélène Poitras pour Griffintown
- Prix littéraire Québec-France Marie-Claire-Blais : Dix de Éric Sommier
- Prix Robert-Cliche : Philippe Arseneault pour Zora. Un conte cruel

## Corée du Sud
- Prix de l'Association des poètes coréens : Kim Hu-ran
- Prix Dong-in : Lee Seung-u pour 지상의 노래, Le chant de la terre
- Prix Gongcho : Yoo An-jin pour 불타는 말의 기하학
- Prix Hwang Sun-won : Ha Seong-nan pour 카레 온 더 보더
- Prix Jeong Ji-yong : Jeong Hui-seong pour 그리운 나무
- Prix Kim Soo-young : Son Mi pour 양파 공동체
- Prix de littérature contemporaine (Hyundae Munhak) : 
  - Lee Geun-hwa catégorie Poésie pour 한밤의 우리가
  - Kim Sum catégorie Roman pour 그 밤의 경숙
- Prix Manhae : Ingo Schulze, Konstantin Kedrov et Ahn Suk-Seon
- Prix Midang : Hwang Byungseung pour 내일은 프로
- Prix Park Kyung-ni : Marilynne Robinson
- Prix Poésie contemporaine : Yoo Dae-sig
- Prix de poésie Sowol : Yoo Hong-joon pour 북천-까마귀
- Prix Yi Sang : Kim Ae-ran pour 침묵의 미래

## Espagne
- Prix Cervantes : Elena Poniatowska
- Prix Prince des Asturies de littérature : Antonio Muñoz Molina
- Prix Nadal : Sergio Vila-Sanjuán, pour Estaba en el aire
- Prix Planeta : Clara Sánchez, pour El Cielo ha vuelto
- Prix national des lettres espagnoles : Luis Goytisolo
- Prix national de littérature narrative : José María Merino (es), pour El río del Edén
- Prix national de poésie : Manuel Álvarez Torneiro, pour Os ángulos da brasa
- Prix national de la jeune poésie : Unai Velasco, pour En este lugar
- Prix national de l'essai : Santiago Muñoz Machado (es), pour Informe sobre España. Repensar el Estado o destruirlo
- Prix national de littérature dramatique : Juan Mayorga, pour La lengua en pedazos
- Prix national de littérature d'enfance et de jeunesse : César Mallorquí (1953-), pour La isla de Bowen
- Prix Adonáis de poésie : Joaquín Moreno, pour Largo viaje
- Prix Anagrama : Luis Goytisolo, pour Naturaleza de la novela
- Prix Loewe : Antonio Lucas, pour Los desengaños
- Prix de la nouvelle courte Casino Mieres :
- Prix d'honneur des lettres catalanes : Josep Maria Benet i Jornet (dramaturge et scénariste)
- Prix national de littérature de la Generalitat de Catalogne : Eduardo Mendoza
- Journée des lettres galiciennes : Roberto Vidal Bolaño
- Prix de la critique Serra d'Or :
  - Josefa Contijoch (ca), pour Sense alè, roman.
  - Narcís Comadira i Moragriega, pour Lent, recueil de poésie.
  - Antoni Gomila Nadal (ca), pour Acorar, œuvre dramatique.
  - Joana Raspall i Juanola, pour l'ensemble de son œuvre.

## États-Unis
- National Book Awards : 
  - Catégorie « Fiction » : James McBride pour The Good Lord Bird (L'Oiseau du Bon Dieu)
  - Catégorie « Essais» : George Packer pour The Unwinding: An Inner History of the New America (L'Amérique défaite : Portraits intimes d'une nation en crise)
  - Catégorie « Poésie » : Mary Szybist pour Incarnadine
- Prix Hugo :
  - Prix Hugo du meilleur roman : Redshirts : Au mépris du danger (Redshirts) par John Scalzi
  - Prix Hugo du meilleur roman court : L'Âme de l'empereur (The Emperor’s Soul) par Brandon Sanderson
  - Prix Hugo de la meilleure nouvelle longue : The Girl-Thing Who Went Out for Sushi par Pat Cadigan
  - Prix Hugo de la meilleure nouvelle courte : Mono no Aware (Mono no Aware) par Ken Liu
- Prix Locus :
  - Prix Locus du meilleur roman de science-fiction : Redshirts : Au mépris du danger (Redshirts) par John Scalzi
  - Prix Locus du meilleur roman de fantasy : The Apocalypse Codex par Charles Stross
  - Prix Locus du meilleur roman pour jeunes adultes : Merfer (Railsea) par China Miéville
  - Prix Locus du meilleur premier roman : Throne of the Crescent Moon par Saladin Ahmed
  - Prix Locus du meilleur roman court : Après la chute (After the Fall, Before the Fall, During the Fall) par Nancy Kress
  - Prix Locus de la meilleure nouvelle longue : The Girl-Thing Who Went Out for Sushi par Pat Cadigan
  - Prix Locus de la meilleure nouvelle courte : Immersion (Immersion) par Aliette de Bodard
  - Prix Locus du meilleur recueil de nouvelles : Shoggoths in Bloom par Elizabeth Bear
- Prix Nebula :
  - Prix Nebula du meilleur roman : La Justice de l'ancillaire (Ancillary Justice) par Ann Leckie
  - Prix Nebula du meilleur roman court : The Weight of the Sunrise par Vylar Kaftan (en)
  - Prix Nebula de la meilleure nouvelle longue : The Waiting Stars par Aliette de Bodard
  - Prix Nebula de la meilleure nouvelle courte : If You Were a Dinosaur, My Love par Rachel Swirsky (en)
- Prix Pulitzer :
  - Catégorie « Fiction » : Adam Johnson pour The Orphan Master's Son (La Vie volée de Jun Do)
  - Catégorie « Biographie et Autobiographie » : Tom Reiss pour The Black Count: Glory, Revolution, Betrayal, and the Real Count of Monte Cristo (Dumas, le comte noir)
  - Catégorie « Essai » : Gilbert King pour Devil in the Grove: Thurgood Marshall, the Groveland Boys, and the Dawn of a New America
  - Catégorie « Histoire » : Fredrik Logevall pour Embers of War: The Fall of an Empire and the Making of America’s Vietnam 
  - Catégorie « Poésie » : Sharon Olds pour Stag's Leap
  - Catégorie « Théâtre » : Ayad Akhtar pour Disgraced

## France
- Prix Goncourt : Au revoir là-haut de Pierre Lemaitre
  - Prix Goncourt du premier roman : Un homme effacé d'Alexandre Postel
  - Prix Goncourt des lycéens : Le Quatrième Mur de Sorj Chalandon
  - Prix Goncourt de la nouvelle : L'Étrange Affaire du pantalon de Dassoukine de Fouad Laroui
  - Prix Goncourt de la poésie : Charles Juliet
  - Prix Goncourt de la biographie : Jean Renoir de Pascal Mérigeau
  - Liste Goncourt : le choix polonais : Arden de Frédéric Verger
- Prix Médicis : Il faut beaucoup aimer les hommes de Marie Darrieussecq
  - Prix Médicis étranger : En mer de Toine Heijmans
  - Prix Médicis essai : La Fin de l'homme rouge de Svetlana Alexievitch
- Prix Femina : La Saison de l'ombre de Léonora Miano
  - Prix Femina étranger : Canada de Richard Ford
  - Prix Femina essai : Dictionnaire amoureux de Marcel Proust de Jean-Paul Enthoven et Raphaël Enthoven
- Prix Renaudot : Naissance de Yann Moix
  - Prix Renaudot essai : Séraphin, c'est la fin ! de Gabriel Matzneff
- Prix Interallié : Moment d'un couple de Nelly Alard
- Grand prix du roman de l'Académie française : Plonger de Christophe Ono-dit-Biot
- Grand prix de littérature de l'Académie française : Michel Butor
- Prix Alexandre Vialatte : Si tout n’a pas péri avec mon innocence d'Emmanuelle Bayamack-Tam
- Grand prix de la francophonie : Qiang Dong
- Prix France Culture-Télérama : Alias Ali de Frédéric Roux
- Prix de la BnF : Yves Bonnefoy pour l'ensemble de son œuvre
- Prix du Livre Inter : Sombre Dimanche d'Alice Zeniter
- Prix Boccace : Arnaud Modat
- Prix Jean-Monnet de littérature européenne du département de la Charente : La Splendeur de la vie de Michael Kumpfmüller (Allemagne) – traduit de l'allemand par Bernard Kreiss (Albin Michel)
- Grand prix Jean-Giono : La Première Pierre de Pierre Jourde
- Prix Décembre : La Réforme de l'opéra de Pékin de Maël Renouard
- Prix du premier roman : Repulse Bay d'Olivier Lebé
- Prix du Quai des Orfèvres : Des clous dans le cœur de Danielle Thiéry
- Prix littéraire du Monde :  Heureux les heureux de Yasmina Reza
- Grand prix des lectrices de Elle : 
  - Grand Prix du roman : Arrive un vagabond de Robert Goolrick
  - Grand Prix du polar : Les Apparences de Gillian Flynn
  - Grand Prix du document : L'Élimination de Rithy Panh
- Grand Prix Roman de l'été Femme Actuelle :
  - Roman de l'été : Au bout du chemin de Patricia Hespel
  - Polar de l'été : Un corbeau au 36 d'Aurélie Benattar
  - Coup de cœur d'Éliette Abécassis : La Ballade de Kassandre de Véronique Alunni
  - Prix du Jury : Naturalis de Franck Labat
- Grand prix de l'Imaginaire :
  - Grand prix de l'Imaginaire « Roman francophone » : Du sel sous les paupières de Thomas Day
  - Grand prix de l'Imaginaire « Roman étranger» : La Fille automate de Paolo Bacigalupi
  - Grand prix de l'Imaginaire « Nouvelle francophone » : Une collection très particulière de Bernard Quiriny
  - Grand prix de l'Imaginaire « Nouvelle étrangère » : La Petite Déesse de Ian McDonald
  - Grand prix de l'Imaginaire « Roman jeunesse francophone » : Magies secrètes de Hervé Jubert
  - Grand prix de l'Imaginaire « Roman étranger francophone » : Sous le signe du scorpion de Maggie Stiefva
- Grand Prix de Poésie de la SGDL : Patrick Laupin, Œuvres poétiques
- Prix des libraires : La Déesse des petites victoires de Yannick Grannec
- Prix Rosny aîné « Roman » : Points chauds de Laurent Genefort
- Prix Rosny aîné « Nouvelle » : RCW de Yal Ayerdhal et Les Tiges de Thomas Geha
- Prix des Deux Magots : Immortel, enfin de Pauline Dreyfus
- Prix de Flore : Tout cela n'a rien à voir avec moi de Monica Sabolo
- Prix Wepler : Sur la scène intérieure de Marcel Cohen
- Prix Hugues-Capet : André Le Nôtre de Patricia Bouchenot-Déchin
- Prix Jean-Carrière : Bleus horizons de Jérôme Garcin
- Prix Maurice-Genevoix : L'Amant de Patagonie d'Isabelle Autissier
- Prix de l'Académie française Maurice-Genevoix : L'Homme des haies de Jean-Loup Trassard
- Prix Russophonie : Hélène Henri-Safier pour sa traduction de Boris Pasternak biographie de Dmitri Bykov  (Éditions Fayard)  (ISBN 978-2-213-63236-0)
- Prix Octave-Mirbeau : En vieillissant les hommes pleurent de Jean-Luc Seigle
- Prix Fénéon : Vers Baïkal de Thomas Augais
- Prix mondial Cino Del Duca : Robert Darnton pour l'ensemble de son œuvre
- Prix du roman populiste : Le Vent dans la bouche de Violaine Schwartz
- Prix du roman Fnac : Chambre 2 de Julie Bonnie
- Grand prix RTL-Lire : Profanes de Jeanne Benameur
- Prix René-Fallet : Pierre Chazal, Marcus
- Grand prix de la ville d'Angoulême : Willem et Akira Toriyama
- Fauve d'or : prix du meilleur album : Quai d'Orsay tome 2, de Christophe Blain et Abel Lanzac (Dargaud)
- Prix littéraire des Grandes Écoles : Bérénice 34-44 d'Isabelle Stibbe
- Prix Orange du Livre : Émilie Frèche pour Deux étrangers
- Prix Merlin :
  - Prix Merlin du Meilleur roman : Potion macabre par Cassandra O'Donnell
  - Prix Merlin de la Meilleure nouvelle : Mademoiselle Edwarda par Vincent Tassy

## Italie
- Prix Strega : Walter Siti, Resistere non serve a niente (Rizzoli)
- Prix Bagutta : Antonella Tarpino, Spaesati. Luoghi dell'Italia in abbandono tra memoria e futuro
- Prix Bancarella : Anna Premoli, Je déteste tellement t’aimer !
- Prix Campiello : Ugo Riccarelli, L'amore graffia il mondo
- Prix Flaiano : 
  - Fiction : Marco Balzano pour Pronti a tutte le partenze
  - Poésie : ?
- Prix Malaparte : Julian Barnes
- Prix Napoli : Gian Luigi Beccaria, Alti su di me. Maestri e metodi, testi e ricordi (Einaudi) ; Stefano Rodotà, Il diritto di avere diritti (Laterza) ; Fabio Pusterla, Concessione all’inverno (Edizioni Casagrande)
- Prix Raymond-Chandler : Henning Mankell
- Prix Scerbanenco :  Donato Carrisi pour L’Écorchée (L'ipotesi del male) (Longanesi)
- Prix Stresa : Lidia Ravera, Piangi pure
- Prix Viareggio :
  - Roman, Paolo Di Stefano, Giallo d’Avola (Sellerio)
  - Essai, Giulio Guidorizzi (it), Il compagno dell’anima. I Greci e il sogno (Raffaello Cortina)
  - Poésie, Enrico Testa (it), Ablativo (Einaudi)
  - Première œuvre :

## Monaco
- Prix Prince-Pierre-de-Monaco : Alain Mabanckou

## Royaume-Uni
- Prix Booker : Eleanor Catton pour The Luminaries (Les Luminaires)
- Prix James Tait Black :
  - Fiction : Jim Crace pour Harvest (Moisson)
  - Biographie : Hermione Lee pour Penelope Fitzgerald: A Life
  - Théâtre : Rory Mullarkey pour Cannibals
- Women's Prize for Fiction : A. M. Homes pour May We Be Forgiven (Puissions-nous être pardonnés)

## Russie
- Prix Bolchaïa Kniga : Evgueni Vodolazkine, pour Lavr (Лавр), traduit en français par Anne-Marie Tatsis-Botton chez Fayard sous le titre Les Quatre vies d'Arseni -  (ISBN 978-2-21368-636-3)
- Prix Booker russe : Andreï Volos, pour Retour à Pandjroud

## Suisse
- Prix Alpha : Drama Queen d'Isabel Ascencio
- Prix Jan Michalski de littérature : Mahmoud Dowlatabadi (Iran) pour son roman Le Colonel (Buchet-Chastel)
- Prix Michel Dentan : L'Écrivain suisse allemand de Jean-Pierre Rochat
- Prix du roman des Romands : Nicolas Verdan pour Le patient du docteur Hirschfeld.
- Prix Schiller : Marina Salzmann pour Entre deux et autres nouvelles.
- Prix Ahmadou-Kourouma : Tierno Monénembo pour Le Terroriste noir (éditions du Seuil)